# Mihkel Mutt

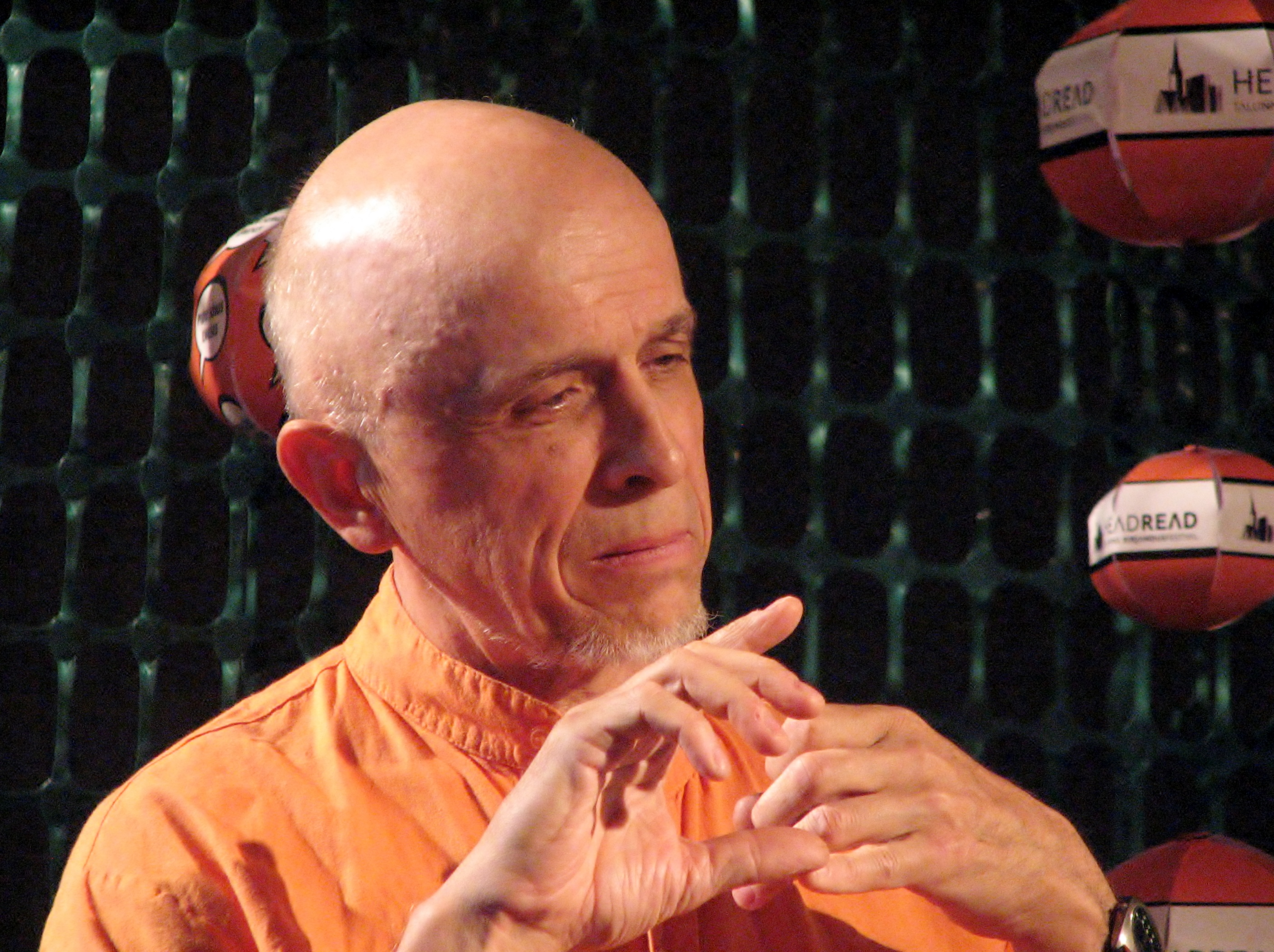
Mihkel Mutt 2013

Mihkel Mutt (* 18. Februar 1953 in Tartu) ist ein estnischer Schriftsteller und Kulturjournalist.

## Leben
Mihkel Mutt wurde als Sohn des Übersetzers und Anglisten Oleg Mutt geboren. Er studierte von 1971 bis 1976 estnische Philologie an der Universität Tartu. Nach Abschluss seines Studiums war er bis 1987 Redakteur bei einem Verlag sowie für verschiedene Literaturzeitschriften. Danach war er kurzzeitig freiberuflich, anschließend betätigte er sich zwei Jahre als Dramaturg am Jungen Theater in Tallinn, dem heutigen Stadttheater. 1991/92 war Mutt Leiter der Informationsabteilung im Außenministerium der Republik Estland.
1992/93 war er bei verschiedenen estnischen Zeitungen tätig, von 1993 bis 1997 wiederum freiberuflich. Von 1997 bis 2005 war Mihkel Mutt Chefredakteur der Kulturzeitung Sirp, und anschließend von November 2005 bis Februar 2016 Chefredakteur der wichtigsten estnischen Literaturzeitschrift Looming.
Mutt ist seit 1980 Mitglied des Estnischen Schriftstellerverbandes und war mehrmals im Vorstand. Er ist seit 1992 Mitglied im estnischen PEN, dem er von 1996 bis 1999 als Präsident vorstand. 1992 erhielt er ein Stipendium im Künstlerhaus Schloss Wiepersdorf.

## Werk
Mihkel Mutt veröffentlichte seit den 1970er Jahren Novellen, Literaturkritiken und Essays. Sein erstes Buch, eine Novellensammlung mit dem Titel Fabians Schüler, erschien 1980 und wurde von der Kritik als „angenehm geistreich“ gelobt. Der gleiche Kritiker rückte den Autor in die Nähe von Vaino Vahing, Mati Unt und Jaak Jõerüüt. Ein Jahr später erschien sein erstes Kinderbuch, und danach legte Mutt in rascher Folge weitere Bücher vor. Seine Prosa zeichnet sich durch Ironie und Satire aus. Seine Romane beschäftigen sich mit kulturell-gesellschaftlichen und zwischenmenschlichen Problemen, wobei ihm unkonventionelle Bissigkeit nachgesagt wird. Daher wurde er auch schnell in Exilkreisen rezipiert.
Gleichzeitig hat sich Mihkel Mutt als Essayist, politischer Kommentator, Literatur- und Theaterkritiker und Übersetzer einen Namen gemacht. Schließlich veröffentlichte er zwischen 2009 und 2011 sechs Bände mit seinen Memoiren, die ein wichtiges Zeitzeugnis der Sowjetzeit darstellen. Ähnliches trifft auf seinen Roman Das Höhlenvolk geht in die Geschichte ein (2012) zu, der das Leben der estnischen Intellektuellen  in den letzten fünfzig Jahren behandelt.

## Auszeichnungen
- 1981 Friedebert-Tuglas-Novellenpreis
- 1987 Juhan-Smuul-Preis (Kinderliteratur)
- 1995 Virumaa-Literaturpreis
- 2000 Literaturpreis des Estnischen Kulturkapitals (Essayistik)
- 2000 Orden des weißen Sterns (3. Klasse)
- 2008 Friedebert-Tuglas-Novellenpreis
- 2013 Virumaa-Literaturpreis
- 2015 Literaturpreis des Estnischen Kulturkapitals (Essayistik)

## Bibliografie
- Fabiani õpilane ('Fabians Schüler'). Tallinn: Eesti Raamat 1980. 149 S.
- Französisch! [Kinderbuch]. Tallinn: Eesti Raamat 1981. 63 S.
- Mehed ('Männer'). Tallinn: Perioodika 1981. 52 S. (Loomingu Raamatukogu 1/1981)
- Hiired tuules. Satiiriline romaan ('Mäuse im Wind. Satirischer Roman'). Tallinn: Eesti Raamat 1982. 205 S.
- Keerukuju ('Figurenwerfen'). Tallinn: Eesti Raamat 1985. 158 S.
- Kallid generatsioonid ('Die lieben Generationen'). Tallinn: Perioodika 1986. 151 S. (Loomingu Raamatukogu 6–8/1986)
- Näärivana ('Der Weihnachtsmann' [Kinderbuch]). Ill. Epp Maria Kokamägi. Tallinn: Eesti Raamat 1986. 60 S.
- Kõik on üks ja seesama ('Alles ist ein und dasselbe'). Tallinn: Eesti Raamat 1986. 380 S.
- Vana Fabiani nutulaul ('Klagelied des alten Fabian'). Tallinn: Eesti Raamat 1988. 252 S.
- Kerge meel ('Leichtmütigkeit'). Tallinn. Eesti Raamat 1988. 128 S.
- Reisid ehk Kolm kord Aasias muust rääkimata. Korea, Vietnam, Mongoolia, Inglismaa, Rootsi, Uus Meremaa ('Reisen oder dreimal in Asien ganz zu schweigen von dem anderen. Korea, Vietnam, Mongolei, England, Schweden, Neuseeland') Tallinn: Kupar 1990. 234 S.
- Pingviin & raisakass ('Pinguin und Aaskatze'). Tallinn: Kupar 1992. 93 S.
- Rahvusvaheline mees ('Der internationale Mann'). [Tallinn:] etf 1994. 205 S.
- Üleminekuaeg. Novelle ja följetone ('Übergangszeit. Novellen und Feuilletons'). Tallinn: Kupar 1995. 109 S.
- Inglismaa päevik ('Englisches Tagebuch'). Tallinn: Kupar 1995. 87 S.
- Meedia mu meedia. Iseseisvuseagseid kirjutisi. ('Medien, oh Medien. Artikel aus der Unabhängigkeitszeit'). Tallinn: Tuum 1996. 310 S.
- Muti tabloid ('Mutts Boulevardblatt'). Tallinn: Kupar 1999. 235 S.
- Progressiivsed hiired ('Die progressiven Mäuse'). Tallinn: Muti raamat 2001. 217 S.
- Väärikusest ('Über Würde'). Tallinn: Muti raamat 2001. 63 S.
- Elu allikad ('Quellen des Lebens' = Neuausgabe von Kerge meel, 1988). s. l.: Fabian 2002. 109 S.
- Eestlusest. Essee ('Über das Estentum'). Tallinn: Fabian 2003. 86 S.
- Sise ja väli. Päevapoliitilisi mõtteid 2000–2003 ('Innen und außen. Tagespolitische Gedanken 2000-2003'). Tallinn: Sirp 2003. 135 S. (Sirbi raamat 2/2003)
- Kõik roosid ma kingiksin. Dramaatilised jutustused ('Alle Rosen würde ich schenken. Dramatische Erzählungen'). Tallinn: Fabian 2004. 165 S.
- Kõrtsikammija. Literatuur vanadele troppidele ('Der Kneipenbummler. Literatur für die alte Garde'). Tallinn: muti raamat 2005. 151 S.
- Siseemigrant. Novellid Rui taevalike kommentaaridega ('Der innere Emigrant. Novellen mit Ruis himmlischen Kommentaren'). Tallinn: Fabian 2007. 192 S.
- Mälestused I. Eesti doomino. Eelmälestused ('Erinnerungen I. Estnisches Domino. Vorerinnerungen'). s. l.: Fabian 2009. 186 S.
- Mälestused II. Võru tänav. Lapsepõlv ('Erinnerungen II. Võru-Straße. Kindheit'). s. l.: Fabian 2009. 204 S.
- Mälestused III. Sitik sügab. Kooliaeg ('Erinnerungen III. Der Käfer juckt. Schulzeit'). s. l.: Fabian 2010. 207 S.
- Mälestused IV. Kandilised sambad. Ülikool ('Erinnerungen IV. Eckige Statuen. Universität'). s. l.: Fabian 2010. 239 S.
- Mälestused V. Päikesepoolel ('Auf der Sonnenseite'). Tallinn: Fabian 2011. 247 S.
- Mälestused VI. Elukott ('Lebenssack'). Tallinn: Fabian 2011. 223 S.
- Kooparahvas läheb ajalukku ('Das Höhlenvolk geht in die Geschichte ein'). s. l.: Fabian 2012. 462 S.
- Õhtumaa Eesti I. Kultuuripublitsistikat ja kirjandusartikleid ('Abendländisches Estland I. Kulturpublizistik und Literaturartikel'). Tallinn: Fabian 2014. 416 S.
- Eesti ümberlõikaja ('Der estnische Beschneider'). s. l.: Fabian 2016. 205 S.

## Deutsche Übersetzungen
Auf Deutsch sind von Mihkel Mutt bislang zwei Bücher erschienen:
- Mein Floralein, mein Faunalein. Kurzgeschichten. Übersetzt von Irja Grönholm. Mit einem Vorwort von Tiit Matsulevits. Frankfurt/M.: Palais Jalta, Ost/Westeuropäisches Kulturzentrum. Eigendruck im Selbstverlag 1994. 48 S. (Hierin sind drei Erzählungen enthalten: Mein Floralein, mein Faunalein, Der Besuch und Der Könner)

- Das Höhlenvolk. Lebensbilder aus der estnischen Gesellschaftschronik. Roman. Aus dem Estnischen von Cornelius Hasselblatt. Zürich: Kommode Verlag 2017. 542 S.

Die Erzählung Mein Floralein, mein Faunalein, worin in der Ichform von einer großen Frau berichtet wird, die nur kleine, mickrige Männer liebt, erschien auch in dem Sammelband Auf dem Sprung. Geschichten vom Erobern. Zusammengestellt von Gisela Krahl. Reinbek: Rowohlt 1993, S. 171–177 (rororo neue frau 13332)
Weitere Erzählungen und Essays sind in Estonia und in der Zeitschrift Lichtungen (2003, S. 98–101) erschienen.